# Herrera de Valdecañas
Herrera de Valdecañas – gmina w Hiszpanii, w prowincji Palencia, w Kastylii i León, o powierzchni 27,56 km². W 2011 roku gmina liczyła 158 mieszkańców.